# Drosanthemum godmaniae
Drosanthemum godmaniae är en isörtsväxtart som beskrevs av L. Bol. Drosanthemum godmaniae ingår i släktet Drosanthemum och familjen isörtsväxter. Inga underarter finns listade i Catalogue of Life.